# Pedal (piano)
Un pedal de piano és un dispositiu que modifica el so de l'instrument. Un piano modern té normalment tres pedals. A principi del segle xx, només en tenien dos: el pedal de ressonància i el pedal una corda.

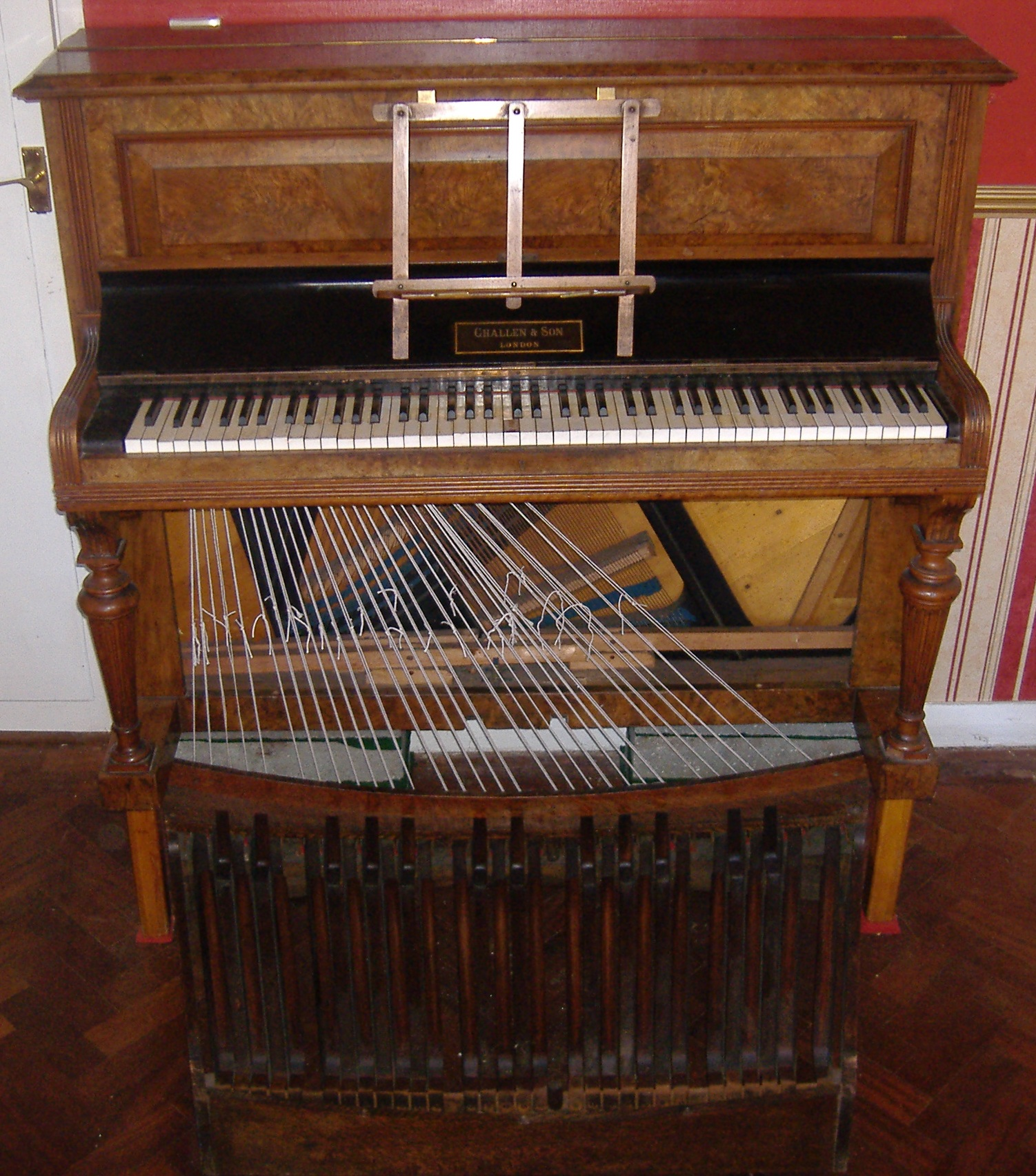
Piano amb teclat pedal

Al segle xvii i XIX es va experimentar molt, amb registres de llaüt, fagot i altres efectes fins i tot més extravagants, i no és rar trobar pianos antics amb més de quatre pedals, fins que l'instrument va atènyer la seva maduresa a la fi del segle xix amb la configuració actual. Beethoven va posseir un piano Érard amb quatre pedals, un d'ells partit, el que feia un total de cinc. La família Mozart tenia un piano amb un tercer teclat de pedals, com encara se'n troben als orgues.
Hi ha altres instruments de corda que també presenten pedals com la celesta, el vibràfon, el clavecí (funcionen com registres), els timbals moderns (serveix per a modificar l'afinació), i altres instruments de percussió. En canvi, els pedals que hi ha a l'arpa serveixen per canviar la tonalitat en la qual s'està tocant: l'instrumentista acciona els pedals per apujar o abaixar mig to l'afinació de les cordes corresponents.

## Piano de cua

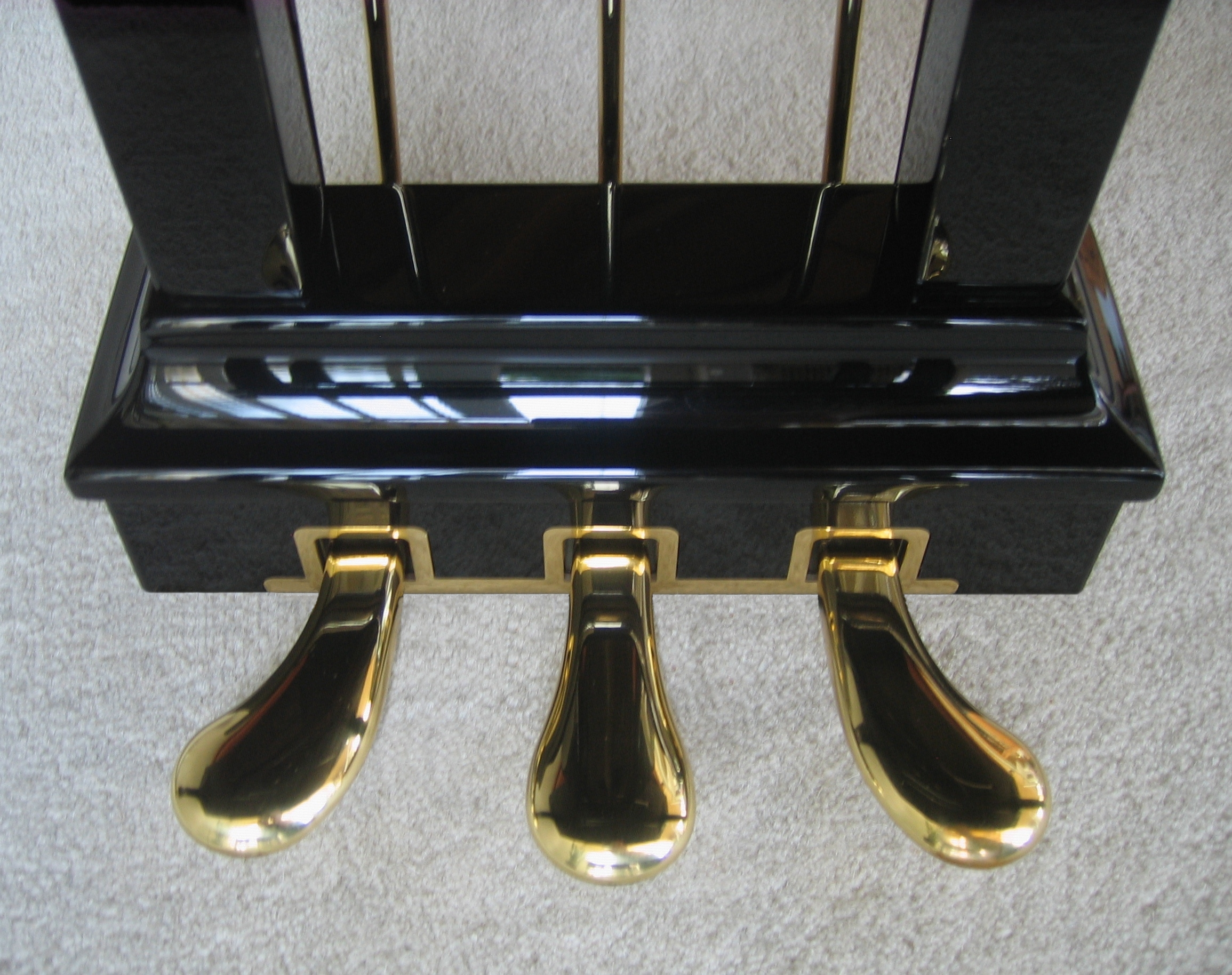
Tres pedals d'un piano de cua.

### El pedal unicordi, una corda o celeste
Es troba a l'esquerra i desplaça els martellets de manera que, segons l'ajust que se li doni, els martellets colpegen sobre dues de les tres cordes i a la zona del feltre on habitualment no ho fan. El resultat sonor és, d'una banda, una reducció en l'atac i, al mateix temps, la corda que no és colpejada vibra per simpatia, el que produeix una diferència en la fase de vibració. En termes generals això es tradueix no en una reducció de la intensitat (com en el pedal esquerre dels pianos verticals), sinó en una modificació del timbre. El so «canvia de color» i la durada de la nota és més uniforme i dolça.

### Sostenuto, tonal o central
El pedal tonal o central, també anomenat pedal de sostenuto, de l'italià per asostingut, (que també es troba en alguns models verticals de Yamaha), serveix per crear l'efecte anomenat nota pedal, que consisteix a mantenir durant un temps determinat la mateixa nota o acord, a diferència del pedal de ressonància, la nota pedal no es veu alterada per les que es toquin després. L'efecte s'aconsegueix prement primer les notes desitjades i després mantenir premut el pedal mentre es mantenen les notes premudes, un cop fet això aquestes notes romandran sonant sense veure's alterades per les que es toquin després, a diferència del pedal de ressonància que les va sumant.

### De ressonància
Situat a la dreta del piano, el pedal de ressonància en ser trepitjat allibera els apagadors de les cordes, el que permet que la nota segueixi sonant encara que s'hagi deixat de prémer la tecla, afegint a més una gran quantitat d'harmònics d'altres cordes que vibren per simpatia. D'aquesta manera augmenta el volum sonor i, si s'escau barrejant notes, acords i harmonies diverses, però usat amb destresa també permet petits efectes subtils d'expressió, cantabilitat, fraseig o accentuació. Pel que fa a la interpretació, dependrà de l'estil i de l'elecció del pianista, que haurà de dosificar i canviar més o menys sovint segons l'harmonia, la textura i les més o menys definides indicacions de la partitura.

## Piano vertical o de paret

### D'aproximació
El pedal d'aproximació al piano vertical, també anomenat celeste però no unicordi, es troba a l'esquerra però en aquest cas difereix del piano de cua. Al prémer el mecanisme apropa els martellets a les cordes, de manera que, a menor distància per percudir, menor acceleració en prémer la tecla, de manera que senzillament es redueix el volum sonor.

### Sordina
La sordina, que és el pedal central, exclusiu dels pianos verticals actuals (en els quals substitueix al pedal tonal, amb una funció totalment diferent). Al trepitjar, s'interposa una tela, normalment feltre, entre els martellets i les cordes, el que redueix enormement el so i permet tocar el piano sense molestar altres persones. El mecanisme no és del tot nou, ja que una variant d'aquest es trobava també en alguns models de pianos de cua construïts al final del segle xviii i principi del xix, encara que en aquest cas amb una funció també tímbrica, d'imitació a altres registres o instruments.

### De ressonància
El pedal dret és el de ressonància, l'únic que és comú als dos tipus de piano. En els verticals, el seu funcionament és exactament el mateix.